# Саунг
Саунг (бирм. စောင်းကောက်; саун гау) — дуговая арфа, распространённая на территории Мьянмы. Считается самым престижным инструментом страны и ассоциируется с придворным камерным ансамблем. Последняя сохранившаяся в Юго-Восточной Азии арфа.

## Внешний вид
Саунг представляет собой горизонтальную дуговую арфу (код 322.1 по системе Хорнбостеля — Закса). Имеется две разновидности: богато украшенная крупная бирманская арфа размером 80 × 16 × 16 см с 13—16 струнами и более простая, народная арфа монов и каренов с 5—7 струнами, которые удерживают колки́.
Струны бирманской арфы обычно шёлковые либо нейлоновые. Струны натягиваются шнурами, обёрнутыми вокруг рамы и завершающимися декоративными кистями. Нижняя часть представляет собой резонатор, изготовленный из твёрдых пород дерева и покрытый оленьей кожей с 4 отверстиями, а закруглённую верхнюю делают из корня акации, формой напоминающего лист священного дерева бодхи. Сверху корпус саунга покрывают тремя слоями чёрного лака, наиболее дорогие образцы украшают резьбой, листовым золотом и драгоценными камнями. У современных саунгов появились колки.

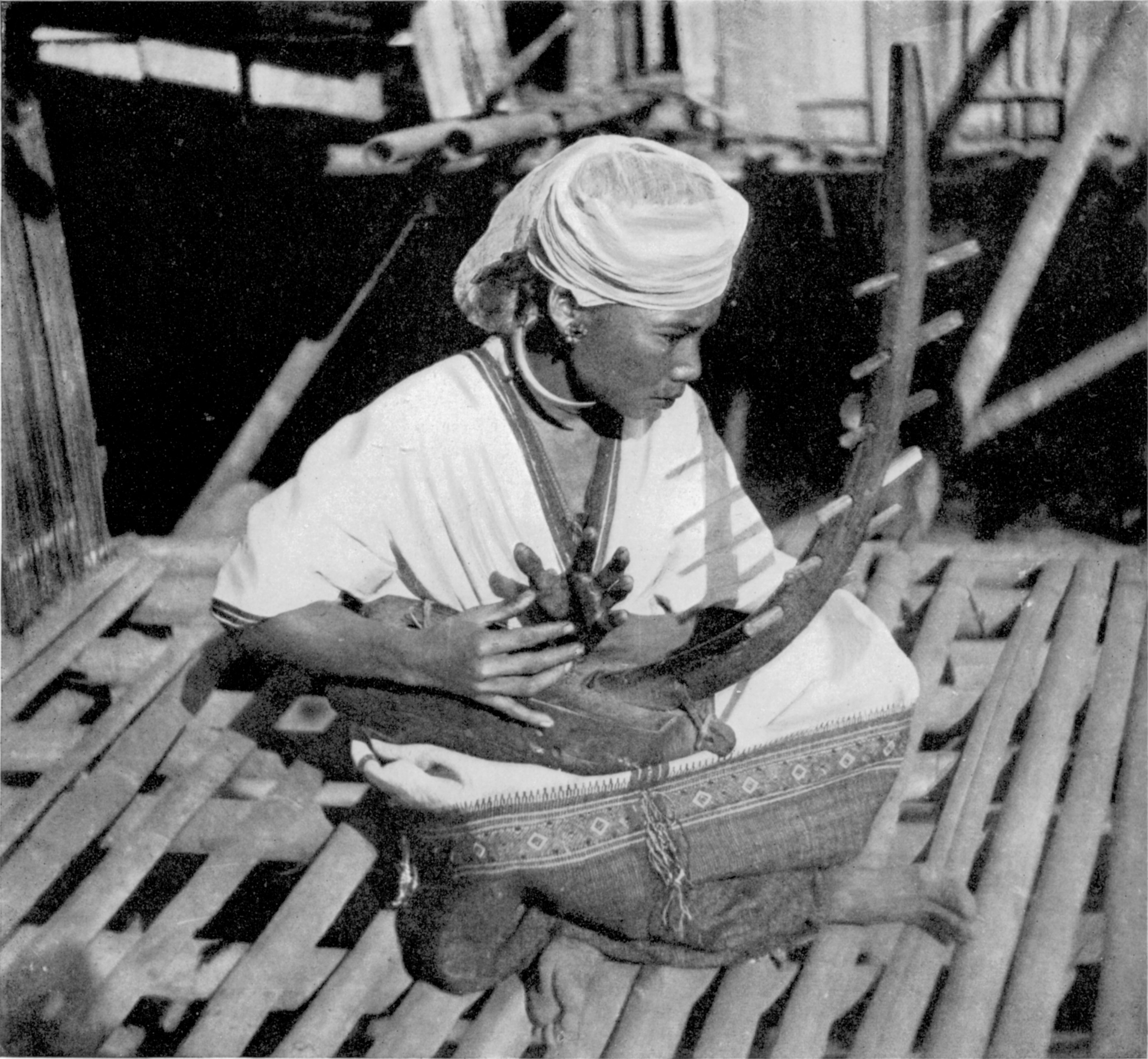
Каренский саунг с колками
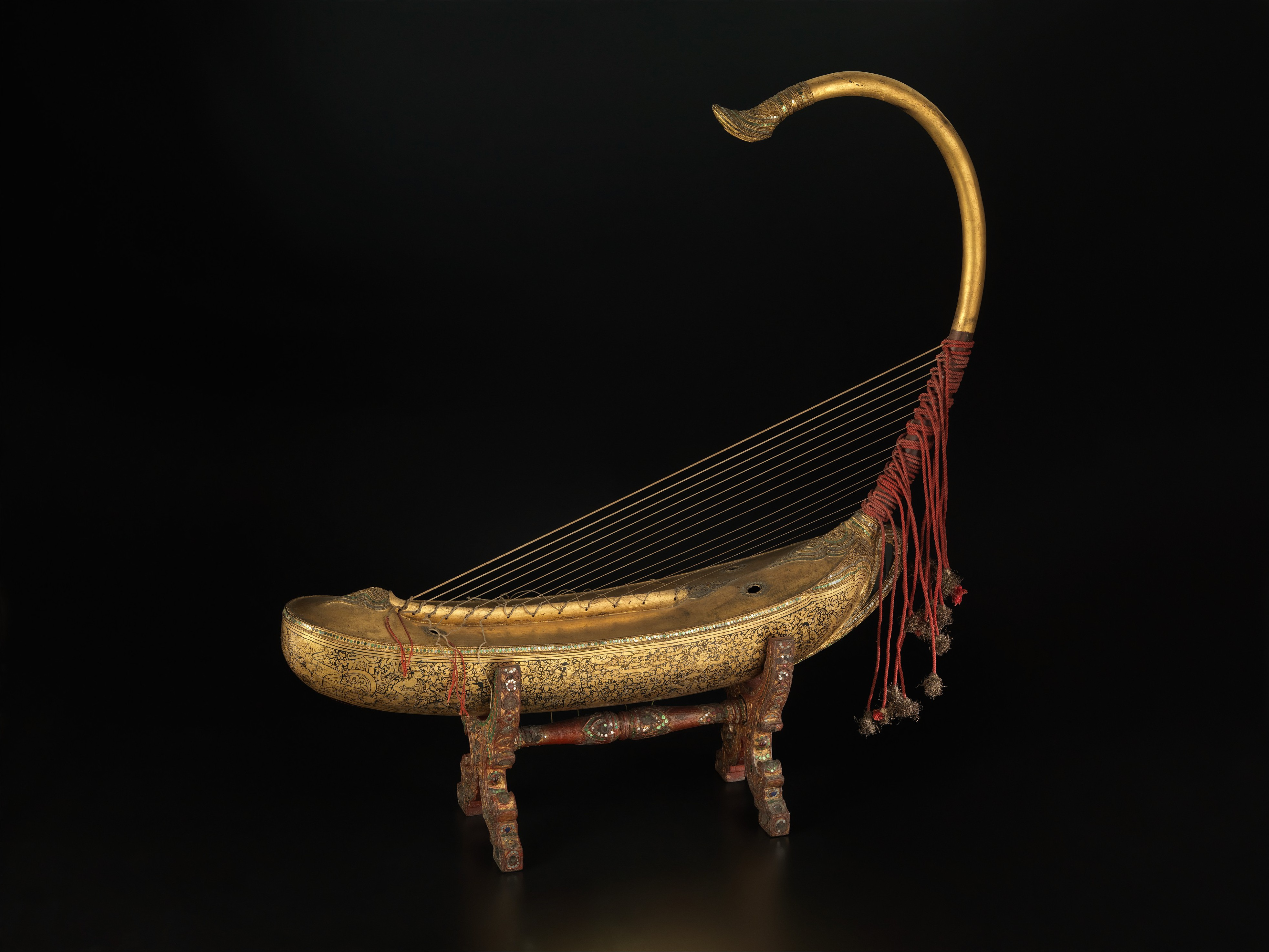
Бирманский саунг XIX века с красными настроечными шнурами
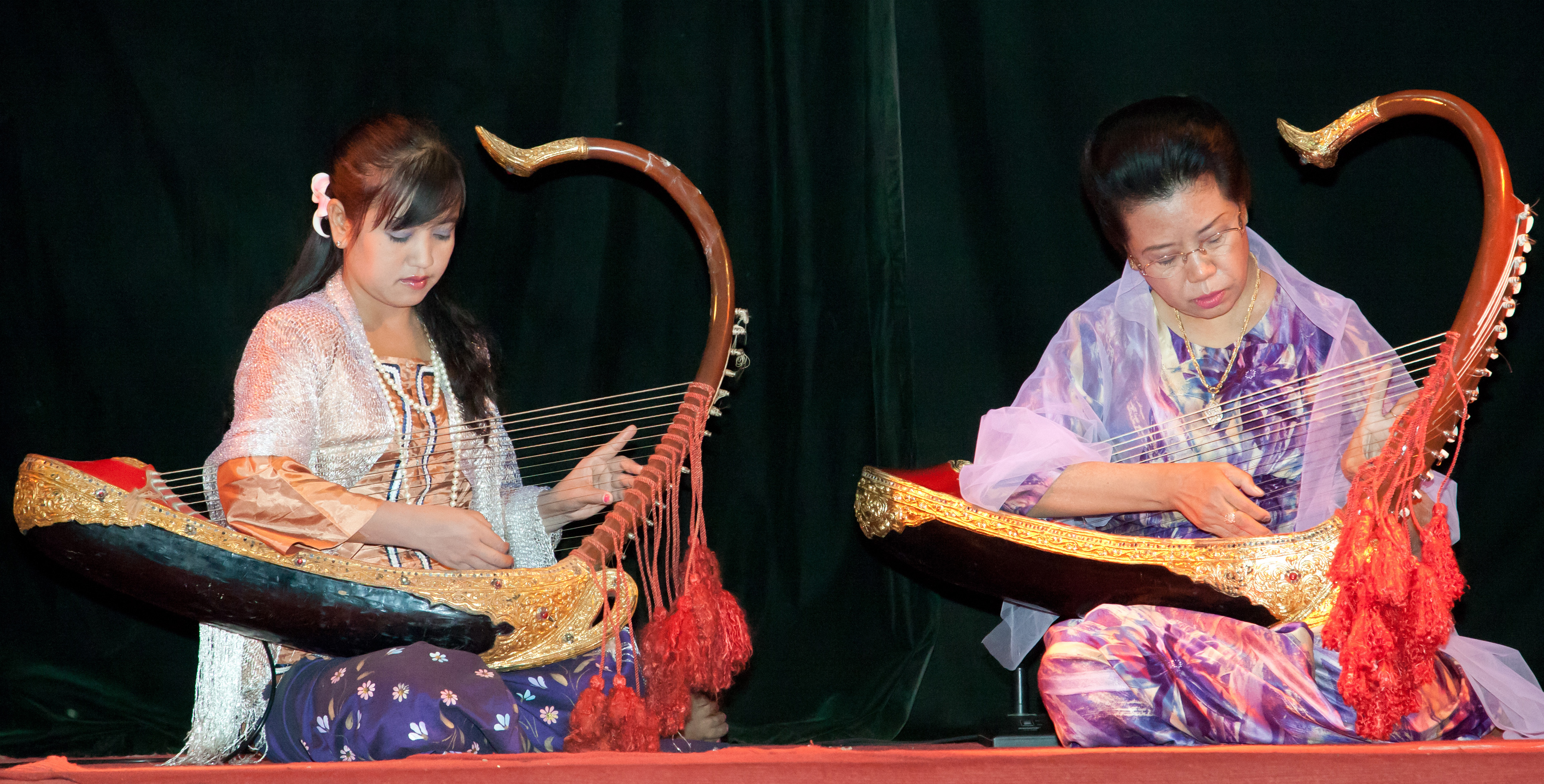
Современные саунги с колками

## История

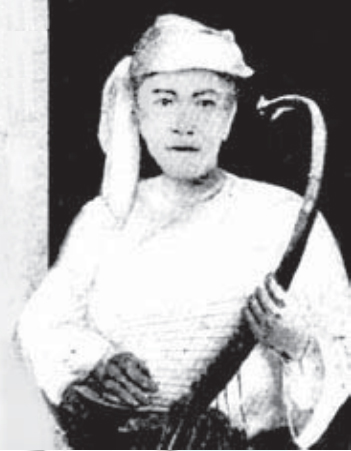
У Маун Маун Чжи

Происхождение однозначно не установлено; имеется теория о родстве с шумерской горизонтальной дуговой арфой, которую якобы принесли на территорию современной Мьянмы из Индии вместе с буддизмом; она основана на археологических находках, при этом не подтверждается лингвистически: слово vīṇā в языках Мьянмы не зафиксировано. Наиболее раннее изображение саунга датируется серединой VII века, арфу изобразили на рельефе из Шрикшетры, об арфах с колками упоминают китайские источники VIII века, описывающие послов царства Пью. Женщины играли на саунгах при дворе в средневековом Пагане, в пагоде Локатхэйпан (ок. 1125) сохранились изображения шнуров, которыми струны прикреплены к корпусу арфы; там же записано древнее название саунга — сон.
В государстве Ава (1364—1555) у саунга было 11 струн; в начале XIX века придворный арфист Мьявади Минчжи У Са добавил к ним ещё две, получив 13 струн, на которых можно было сыграть примерно 2,5 октавы. Последний придворный арфист У Маун Маун Чжи (1855—1933) добавил 14-ю, а выдающийся исполнитель У Ба Тан — ещё две, получив в середине 1950-х годов современный 16-струнный саунг.
Незадолго до Второй мировой войны изготовление новых арф прекратилось, однако работавшие в Государственном институте изящных искусств потомки придворных резчиков по дереву и лакировщиков У Хма Чжи (1917—) и У Тхун Мьаин восстановили их производство, создавая по 30 в год. До Кхин Мэ (1911—1964), ученица У Маун Маун Чжи, стала первой преподавательницей арфы в этом институте.
Единой системы музыкальной нотации в мьянманской музыке нет, передача мелодий традиционно проходила устно.

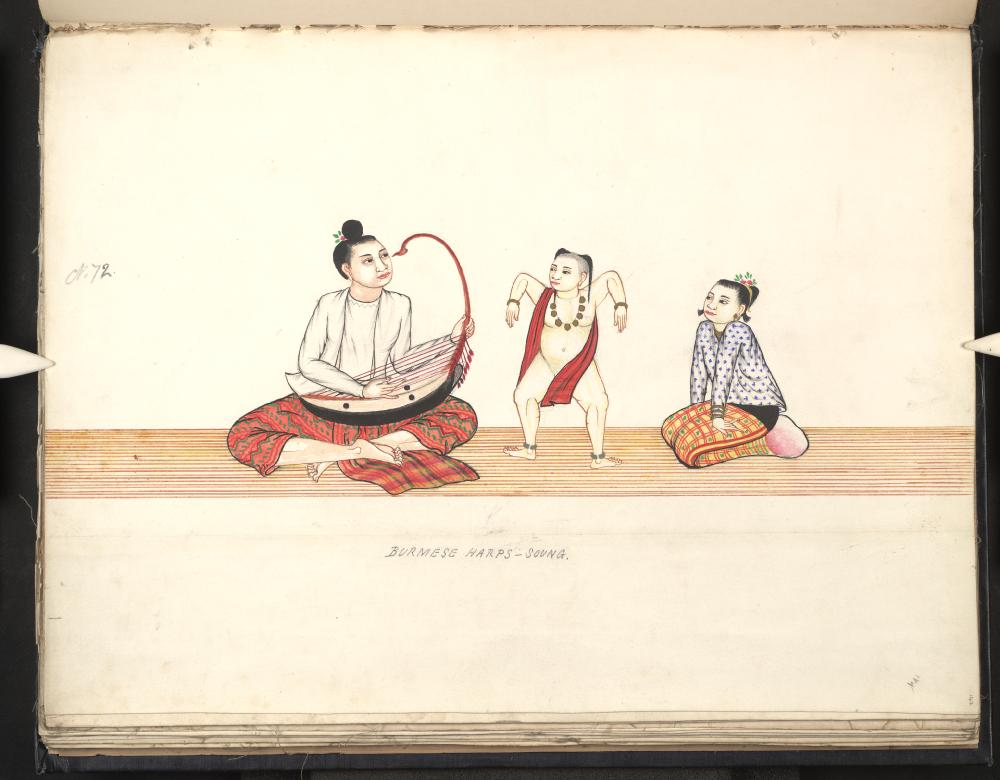
Изображение саунга неизвестного бирманского автора, 1897 год
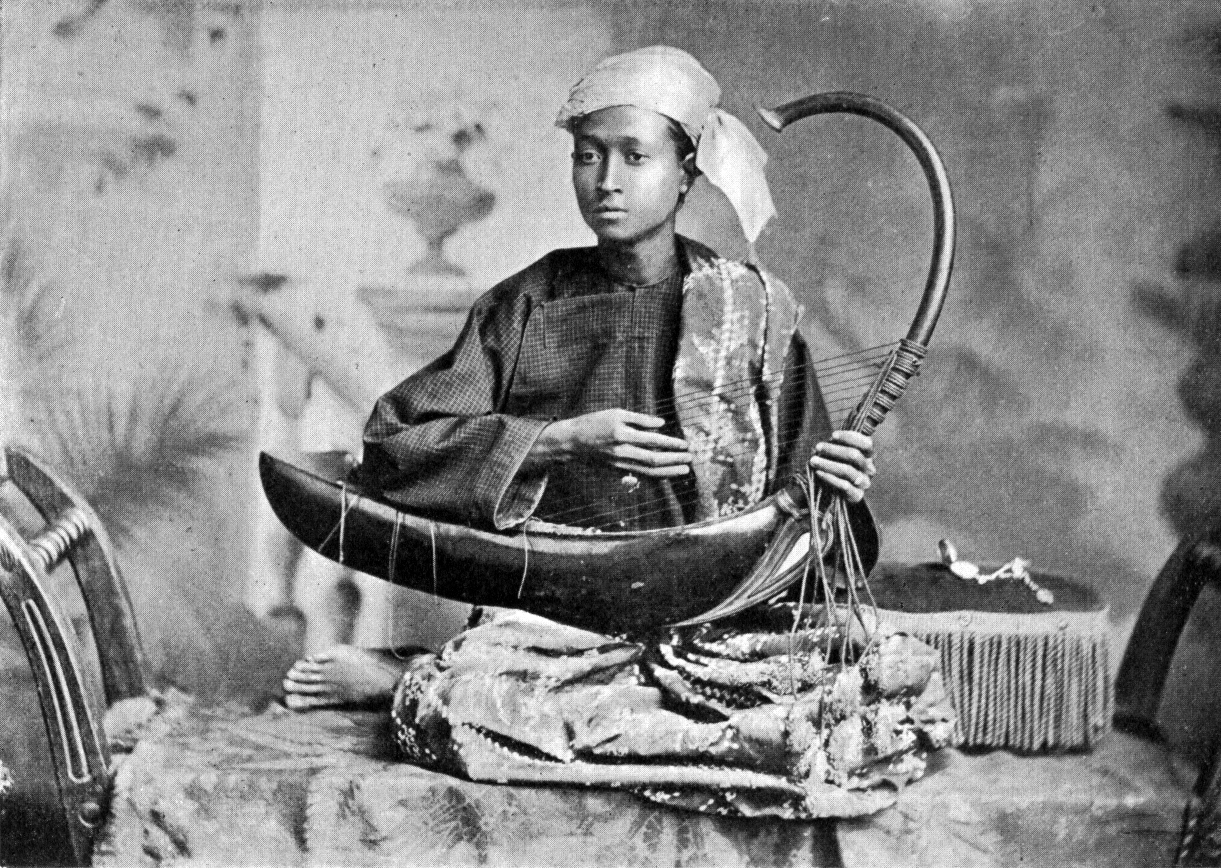
Музыкант с саунгом, 1904 год

## Игра на саунге

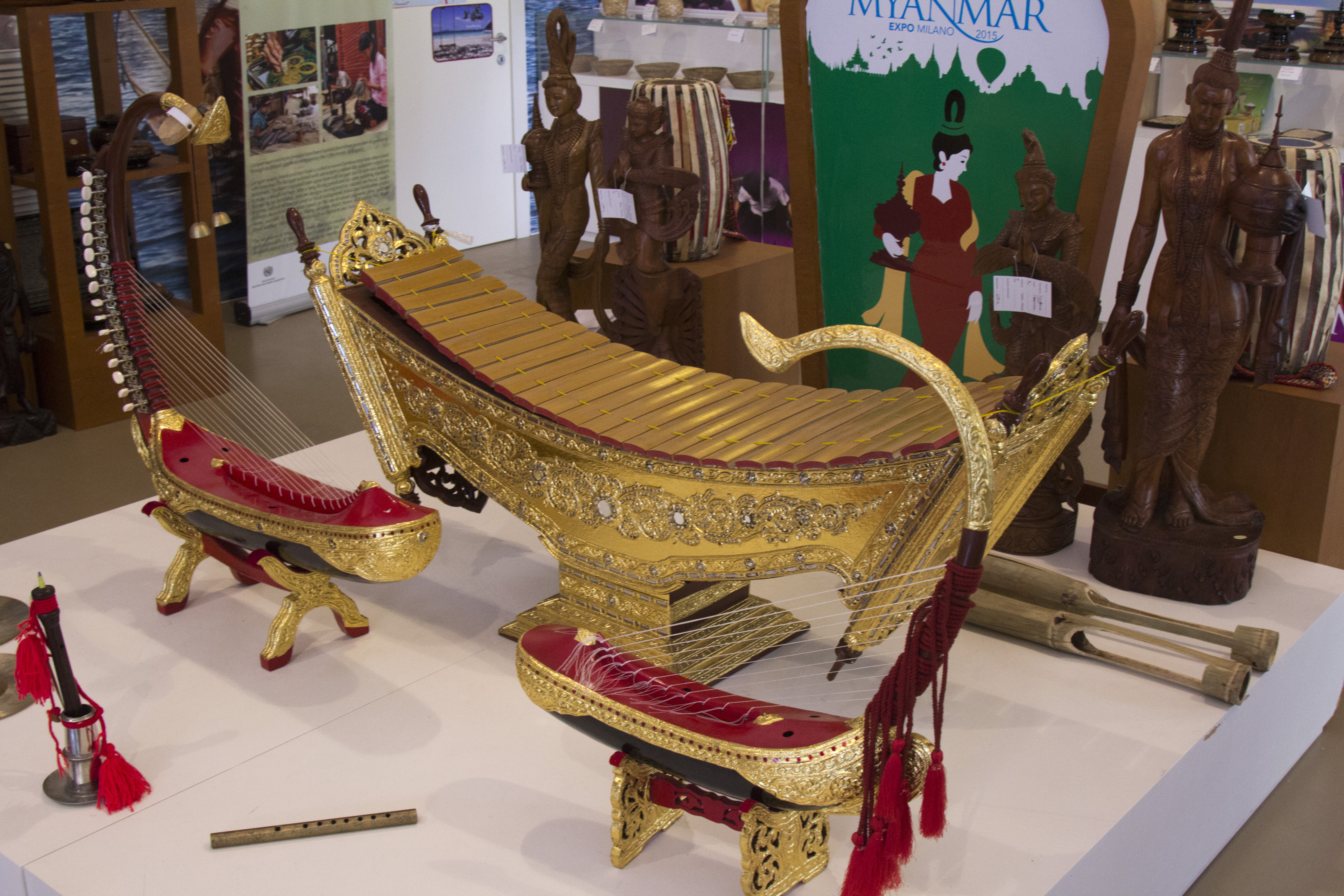
Национальные инструменты Мьянмы, с левого нижнего угла по часовой стрелке: гобой хнэ, саунг, ксилофон паттала, бамбуковые кастаньеты уалэкхоу, ещё один саунг и флейта палоу

При игре арфист скрещивает ноги, арфу кладут на колени горизонтально, так что резонатор находится на правом бедре, а закругление — на левом. Пальцами правой руки извлекают звуки из струн с наружной стороны, а левую кисть опирают о раму изнутри и прижимают большим пальцем струны, чтобы создать эффект стаккато или увеличить высоту звучания струны. Из-за расположения струн от длинных к коротким, обычное движение правой руки музыканта снизу вверх извлекает сперва высокие звуки, а затем низкие, в отличие от европейской арфы.
До XIX века бирманский саунг можно было услышать только в придворных ансамблях, где он был то солирующим, то аккомпанирующим инструментом, либо играл один. Умение играть на саунге высоко ценилось, лучшие арфисты занимали высокие должности. В XXI веке арфа обычно аккомпанирует певцу, который устанавливает темп звуками небольших тарелочек и бамбуковой колотушки. Классические придворные песни используют пентатонический звукоряд, они распространены по всей территории страны и знакомы большинству населения.
Государственный институт изящных искусств установил в 1950-х годах, что настройка саунга производится от ноты «до», однако в камерной музыке настройка шла от ре.

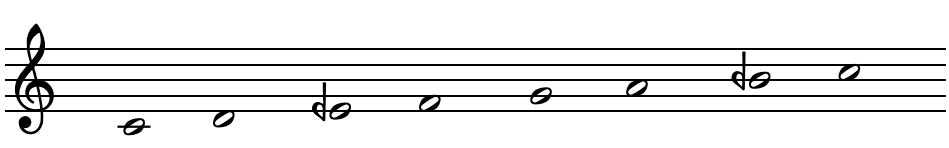
Настройка инструмента. Ми и си настроены на четверть тона ниже